# Czołki
Czołki – wieś w Polsce położona w województwie lubelskim, w powiecie zamojskim, w zachodniej części gminy Sitno.
| SIMC    | Nazwa      | Rodzaj    |
| ------- | ---------- | --------- |
| 0898018 | Kolonia    | część wsi |
| 0898024 | Stara Wieś | część wsi |

W latach 1954–1959 wieś należała i była siedzibą władz gromady Czołki, po jej zniesieniu w gromadzie Sitno. W latach 1975–1998 miejscowość administracyjnie należała do województwa zamojskiego.
Wieś jest sołectwem w gminie Sitno. Według Narodowego Spisu Powszechnego z roku 2011 wieś liczyła 398 mieszkańców. 
Wieś jest siedzibą rzymskokatolickiej parafii Matki Bożej Częstochowskiej w Czołkach.